# 道格·范恩
道格·范恩 （英語：Doug Fine）是一位美国男作家、记者、幽默作家和牧羊人。

## 生平
1989年离开美国东海岸进入斯坦福大学学习。之后成为一名背包客，开始自由记者的生涯，为多家媒体诸如华盛顿邮报、沙龙、美国新闻与世界报道、塞拉俱乐部、连线、Outside、全国公共广播电台撰写专栏。他的调查报告遍布世界五大洲，经常变换住处，曾经在缅甸、卢旺达、老挝、危地马拉和塔吉克斯坦居住过。其中一次远行，是關於缅甸民主努力的報道，写进了国会记录。道格·范恩在阿拉斯加州的偏远山区写下了多篇获奖广播稿，之后搬去新墨西哥州。

## 著作
- 《成为农夫》，广西师范大学出版社，ISBN 9787549595624